# Liste des dirigeants actuels des comtés du Liberia
 (août 2023).
Cette page dresse la liste des superintendants actuels[Quand ?] des 15 comtés du Liberia.

## Superintendants
| Comté            | Nom                   | Depuis (le)     |
| ---------------- | --------------------- | --------------- |
| Bomi             | Samuel Folley Brown   | Août 2010       |
| Bong             | Selena Polson Mappy   | Avril 2012      |
| Gbarpolu         | Allen Gbowee          | 2012            |
| Grand Bassa      | J. Levi Demah         | 2015            |
| Grand Cape Mount | Imam Mohammed Paasewe | Avril 2012      |
| Grand Gedeh      | Peter L. Solo         | 2012            |
| Grand Kru        | Elizabeth Dempster    | Août 2011       |
| Lofa             | George S. Dunor       | Juin 2012       |
| Margibi          | John Buway            | Mars 2012       |
| Maryland         | Betsy Toe Kouh        | Novembre 2014   |
| Montserrado      | Grace Tee-Kpaan       | Mai 2010        |
| Nimba            | D. Dorr Cooper        | 10 janvier 2017 |
| River Cess       | Matthew Daniels       | Novembre 2014   |
| River Gee        | Philip Nyenu          | 2016            |
| Sinoe            | Thomas Romeo Quioh    | Novembre 2014   |

## Note(s)
1. ↑  Par intérim jusqu’en 2012.

## Lien(s) externe(s)
- Worldstatesmen.org